# Rolland Chutin
Rolland Chutin es un deportista francés que compitió en vela en la clase Europe. Ganó una medalla de plata en el Campeonato Mundial de Europe de 1972.

## Palmarés internacional
| Campeonato Mundial | Campeonato Mundial | Campeonato Mundial | Campeonato Mundial |
| Año                | Lugar              | Medalla            | Clase              |
| ------------------ | ------------------ | ------------------ | ------------------ |
| 1972               | Nyborg (Dinamarca) | Medalla de plata   | Europe             |